# Monument în memoria consătenilor căzuți în 1941-1945 (Tîrșiței)
Monumentul în memoria consătenilor căzuți în 1941-1945 este un monument amplasat în Tîrșiței, raionul Telenești, Republica Moldova. Este un monument arhitectural de importanță națională inclus în Registrul monumentelor Republicii Moldova ocrotite de stat cu nr. 1555 (raionul Telenești).